# Tenk om
Tenk om è l'album di debutto della cantante norvegese Marit Mathiesen, pubblicato nel 1980 su etichetta discografica Plateselskapet Mai.

## Tracce
1. Messejenta's sang – 2:59
2. Neste gang – 2:32
3. Love's All Gone Astray (Drink Up) – 5:00
4. Tenk om (du kunne blitt med hjem) – 3:21
5. Regle – 3:09
6. Skulle ønske – 4:44
7. Hard dame – 4:47
8. Mari – 4:23
9. I gå – 3:07

## Classifiche
| Classifica (1981) | Posizione massima |
| ----------------- | ----------------- |
| Norvegia          | 21                |